# آشا پوثلی
آشا پوتلی خواننده، ترانه‌سرا، تهیه‌کننده و بازیگر متولد ۴ فوریه ۱۹۴۵ و بزرگ شده در بمبئی، هند است. او آلبوم‌های انفرادی برای ئی‌ام‌آی, کلمبیا رکوردز / سونی، و آرسی‌ای ضبط کرده‌است. ضبط‌های او شامل بلوز، پاپ، راک، سول، فانک، دیسکو و تکنو است و توسط دل نیومن و تئو ماسرو تهیه شده‌است.
پوثلی در خانواده ای هندو به دنیا آمد. او خواهرزاده کمالادوی چاتوپادهای است. پدرش تاجر و مادرش خانه‌دار بود. مانند بسیاری از بچه‌های هندو از طبقه متوسط رو به بالا در آن زمان، او در مدارس کاتولیک انگلیسی زبان درس می‌خواند.